# Schronisko na polanie Limierczyki
Schronisko na polanie Limierczyki – nieistniejące schronisko górskie, położone w Pieninach na polanie Limierczyki.
Obiekt był prywatną własnością rodziny Orkiszów z Krościenka nad Dunajcem. Jego budowę rozpoczęto w 1920 roku. Działało najprawdopodobniej od 1933 do 1937 roku, kiedy spłonęło.